# Тревиньо, Алекс
Алехандро Тревиньо Кастро (исп. Álejandro Treviño Castro; 26 августа 1957, Монтеррей, Нуэво-Леон) — мексиканский бейсболист, кэтчер и игрок третьей базы. Выступал в Главной лиге бейсбола с 1978 по 1990 год. После завершения карьеры работает комментатором на играх клуба «Хьюстон Астрос».

## Биография
Алехандро Тревиньо родился 26 августа 1957 года в Монтеррее. Он был седьмым из десяти детей в семье Карлоса Тревиньо и его супруги Авроры. Их старший сын Бобби был профессиональным бейсболистом, выступал в составе «Калифорнии Энджелс». Бейсболом Тревиньо начал интересоваться с детства. В возрасте десяти лет он начал выступать на позиции шортстопа за детскую команду в городе Сан-Николас-де-лос-Гарса, одном из пригородов Монтеррея. В 1972 году его команда стала первым победителем Мировой серии Лиги PONY из-за пределов США.
Весной 1973 года Тревиньо начал профессиональную карьеру, подписав контракт с командой Мексиканской центральной лиги из Сьюдад-Виктории. В её составе он провёл двенадцать матчей, отбивая с показателем 23,1 %. В начале следующего года по рекомендации скаута Нино Эскалеры, игравшего с Бобби Тревиньо, он перешёл в «Нью-Йорк Метс». Первой его командой в США стал клуб Аппалачской лиги «Мэрион Метс». Там Тревиньо сменил амплуа, начав играть кэтчером.
До осени 1978 года он выступал за фарм-команды системы «Метс», пройдя все ступени до AAA-лиги. В сентябре Тревиньо дебютировал в Главной лиге бейсбола. Весной 1979 года, благодаря опыту игры на различных позициях, он закрепился в основном составе клуба. В регулярном чемпионате Тревиньо провёл 79 матчей, выступая дублёром для кэтчера Джона Стернса и третьего базового Ричи Хебнера. В 1980 году, когда Стернс сломал палец, он играл больше, на третий сезон его игровое время сократилось.
В феврале 1982 года Тревиньо был обменян в «Цинциннати Редс». В команде он стал стартовым кэтчером, заменив звёздного ветерана Джонни Бенча, ушедшего на третью базу. Вскоре после начала чемпионата Тревиньо получил травму ноги, а после возвращения на поле он играл слабо. По итогам сезона его показатель отбивания составил всего 25,1 % в 120 проведённых матчах. В 1983 году основным кэтчером «Редс» стал Данн Биларделло, а после завершения сезона был подписан контракт с Брэдом Гулденом. Весной 1984 года клуб обменял Тревиньо в «Атланту». До конца сезона он делил игровое время с Брюсом Бенедиктом. В апреле 1985 года он перешёл в «Сан-Франциско Джайентс», а в декабре его обменяли ещё раз, в «Лос-Анджелес Доджерс».
В 1986 и 1987 годах Тревиньо был дублёром Майка Соуши. В июне 1986 года он вместе с питчером Фернандо Валенсуэлой составил первую в истории лиги мексиканскую батарею. Незадолго до старта чемпионата 1988 года «Доджерс» отчислили его, освобождая место в составе для Рика Демпси. Тревиньо перешёл в «Хьюстон Астрос» и впервые за десять лет провёл несколько матчей на уровне AAA-лиги. В мае его вернули в Главную лигу бейсбола и до конца чемпионата он конкурировал на позиции кэтчера с Аланом Эшби и Крейгом Биджо. Сезон 1989 года он тоже провёл в роли запасного, а в июне 1990 года руководство клуба предложило Тревиньо играть за фарм-клуб. Он отказался и был отчислен.
В августе 1990 года он вернулся в «Метс», но провёл всего десять матчей и был отчислен. В сентябре Тревиньо сыграл несколько матчей за «Цинциннати». Команда вышла в плей-офф и выиграла Мировую серию, но он не попал в состав на эти игры. В 1991 году он пытался пробиться в составы «Сент-Луис Кардиналс» и «Калифорнии Энджелс», недолго поиграл в Техасской лиге, а затем вернулся в Мексику. В 1992 году его снова пригласили в «Кардиналс», но играл Тревиньо только на уровне AAA-лиги за «Луисвилл Редбердс». Большую часть времени он выходил на поле вместе с кубинским питчером Рене Арочей, который очень плохо говорил по-английски. Последние три года своей спортивной карьеры Тревиньо провёл в составе «Индустриалес де Монтеррей».
В 1996 году он закончил играть и отказался от ряда предложений тренерской работы, желая больше времени проводить с семьёй. Позднее Тревиньо стал комментатором матчей «Астрос». В 2007 году его номинировали на награду имени Форда Фрика, присуждаемую комментаторам, внёсшим большой вклад в бейсбол. Вместе с супругой и двумя дочерьми он проживает в городе Шугар-Ленд, пригороде Хьюстона.